# Changqing Huileng
Changqing Huileng (chiń. 長慶慧稜, pinyin Chángqìng Huìléng; kor. 장경혜릉 Changgyŏng Hyerŭng; jap. Chōkei Eryō; wiet. Trường Khánh Huệ Lăng; ur. 854 w Yanzhou, prow. Zhejiang, zm. 932 w Fuzhou) – chiński mistrz chan. Także Zhangqing Huileng.

## Życiorys
Pochodził Yanzhou, na płd.-zach. od dzisiejszego miasta Haining w prowincji Zhejiang.
Wstąpił do klasztoru Tongxuan w wieku 13 lat i następnie praktykował przez jakiś chan czas pod kierunkiem kilku mistrzów chan; ok. 879 r. studiował pod kierunkiem Xiyuana Siminga w prow. Fujian, potem był uczniem Lingyuna Zhiqina – wtedy zaczął mieć poważne wątpliwości związane ze swoją praktyką chan. Później został uczniem wybitnego mistrza chan Xuefenga Yicuna (822–902) w Fuzhou. Miał duże trudności z praktyką chan i wszelkie jego rozmowy osobiste z mistrzem upewniały go, że jego uczeń nie robi żadnych postępów. Podczas jednej z takich rozmów Xuefeng zaoferował mu przepis na lekarstwo dla zdechłego konia, które przywróci go ponownie do życia. Changqing zapewnił mistrza, iż jest już przygotowany i można mu w pełni zaufać w tej sprawie. Wtedy mistrz powiedział, iż nie powinien już do niego przychodzić na rozmowy osobiste a zacząć medytację chan i prowadzić ją przez kilka lat jak drewniana kolumna w płonącym ogniu. Changqing siedział w medytacji chan przez 2.5 roku i kiedy nie mógł już wysiedzieć wyszedł do ogrodu klasztornego. Po powrocie do sali podniósł bambusowy abażur lampy, spojrzał w ogień i osiągnął oświecenie.
Napisał wtedy znany wiersz chan:
| Jakże błądziłem! Jakże błądziłem! Podnoszę zasłonę i widzę świat! Gdy ktoś spyta mnie jaką rozumiem filozofię, Podniosę mój fuzu i uderzę go w usta. |

Mimo iż starszy mnich, później znany mistrza chan, Xuansha Shibei zaaprobował wiersz, sam mistrz postanowił go jeszcze sprawdzić. Wieczorem podczas ogólnego zgromadzenia mnichów mistrz poprosił Changqinga o wyrażenie jego zrozumienia wobec wszystkich mnichów. Changqing powiedział:
| Pośród miriadów krain ujawnia się samotne ciało. Tylko spontaniczne osoby rozumieją to. Przedtem błędnie poszukiwałem pośród dróg, Ale dzisiaj widzę, i jest to jak lód w ogniu. |

Mistrz powiedział Nie akceptuję tego. To wciąż może być skomponowane ze świadomym zrozumieniem. Changqing spytał więc Mistrzu, proszę zademonstruj, co zostało przekazane dalej przez wszystkich patriarchów? Xuefeng milczał. Changqing pokłonił się i wyszedł. Mistrz uśmiechnął się. Później, gdy Changqing wszedł do mieszkania mistrza na rozmowę, ten spytał go Co to jest? Changquing odpowiedział Pogoda jest dobra. To dobry dzień na „puqing”. Mistrz odparł Twoja odpowiedź nie jest różna od wielkiej tajemnicy.
Changqing pozostał z mistrzem przez następne 29 lat. Później został opatem klasztoru Zhaoqing w Quanzhou i Chanqing w Fuzhou – przez 20 lat. Miał 1500 uczniów i 26 z nich osiągnęło oświecenie. Był bardzo poważanym mistrzem.
Pewnego razu wszedł do sali Dharmy, gdzie zgromadzili się mnisi. Wywołał jednego z nich i kazał wszystkim pokłonić się przed nim. Następnie spytał Cóż jest takiego nadzwyczajnego w tym mnichu, że kazałem się wam przed nim pokłonić? Mnisi milczeli.
Kiedy indziej pokazał mnichom kaligrafię gratulacyjną i rzekł do nich Jeśli widzicie to, nie widzicie tego; czy widzicie to? Żaden z mnichów nie potrafił nic powiedzieć.
W Biyan lu znajduje się 6 gong’anów związanych z nim (8, 22, 23, 74, 76 i 93).

## Linia przekazu Dharmy zen
Pierwsza liczba oznacza kolejność pokolenia od Pierwszego Patriarchy chanu w Indiach Mahakaśjapy.
Druga liczba oznacza kolejność pokolenia od Pierwszego Patriarchy chanu w Chinach Bodhidharmy.
- 29/12. Xuefeng Yicun (822–902)
  - 30/13. Changqing Huileng (854–932) miał 26 spadkobierców Dharmy
    - 31/14. Baozi Huilang (bd)
    - 31/14. Wang Yanbin (bd)
    - 31/14. Zifang (bd)